# Johann Heinrich von Bernstorff

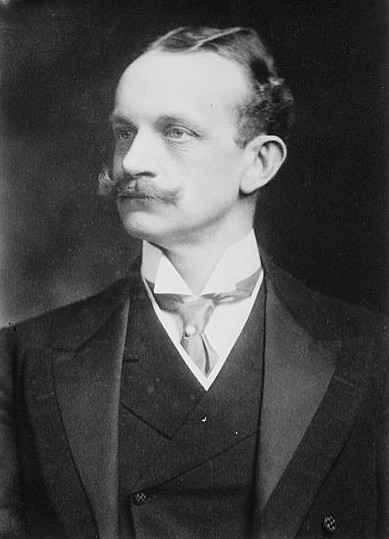
Johann Heinrich von Bernstorff 1908

Johann Heinrich von Bernstorff, född 14 november 1862 i London, död 6 oktober 1939 i Genève, var en tysk greve och diplomat, son till Albrecht von Bernstorff d.ä.
von Bernstorff blev 1906 generalkonsul i Egypten, 1908 tysk minister i Washington, D.C., där han snabbt skapade sig en ställning. Under första världskriget varnade von Bernstorff energiskt men förgäves sin regering för att bryta med USA, och bekämpade därför det oinskränkta ubåtskrigets tillgripande, och förutsade att det skulle leda till USA:s inträde i kriget. Han lämnade sin post i april 1917 och var därefter sändebud i Konstantinopel augusti 1917-november 1918. von Bernsdorff invaldes 1921 i riksdagen och tillhörde det demokratiska partiet. Han var en av förgrundsfigurerna i folkförbundspolitiken och ordförande i den tyska organisationen för dennas främjande samt vice ordförande i världsorganisationen med samma syfte.
I samband med nazisternas maktövertagande i Tyskland 1933 emigrerade von Bernstorff till Schweiz.
von Bernsdorff har utgett Deutschland und Amerika. Erinnerungen aus dem fünfjährigen Kriege (1920).